# Kostrzewa ametystowa
Kostrzewa ametystowa (Festuca amethystina L.) – gatunek trawy z rodziny wiechlinowatych. Występuje w południowo-wschodniej i środkowej Europie – od Francji po Ukrainę, od Niemiec i Polski na północy po Włochy, Grecję i Turcję na południu. W Polsce osiąga północną granicę zasięgu, występuje rzadko w Tatrach i na rozproszonych stanowiskach w środkowej i zachodniej części kraju. Rośnie w wysokogórskich murawach naskalnych i w widnych lasach.

## Morfologia

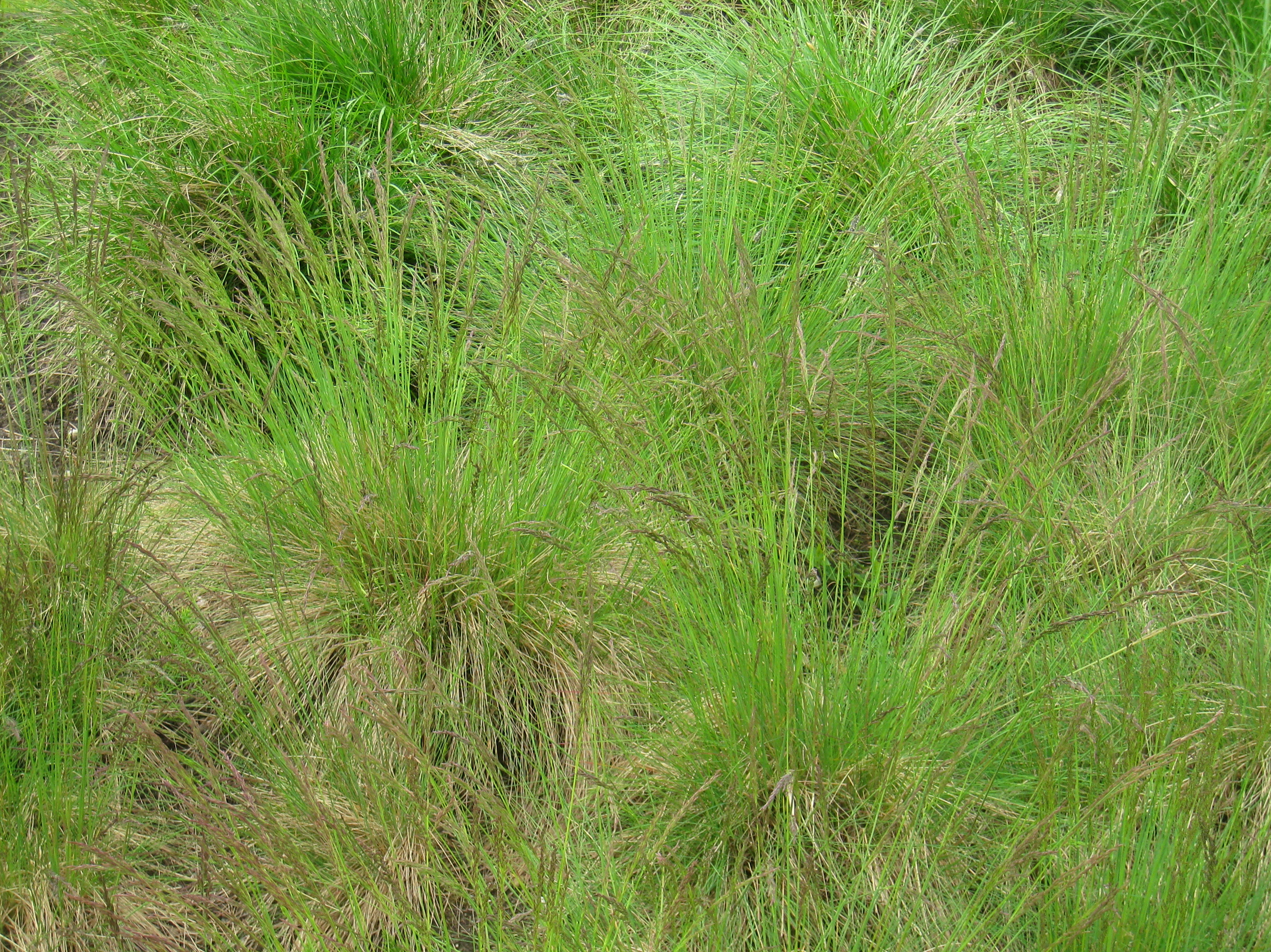
Pokrój

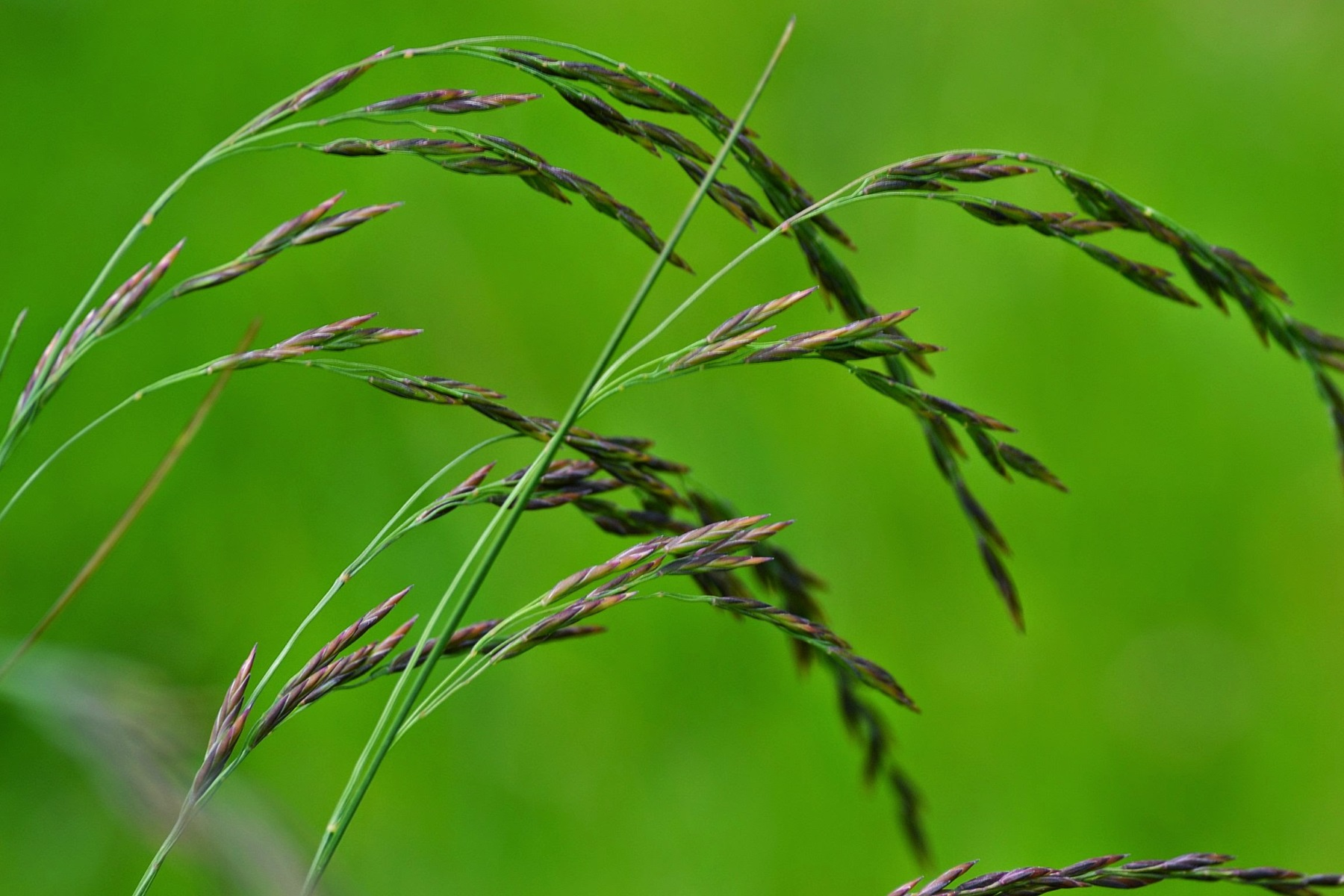
Kwiatostany

PokrójTrawa zwartokępowa, krzewiąca się śródpochwowo.
ŁodygaPędy kwitnące osiągają 30–80 cm wysokości. Na źdźble występują trzy międzywęźla.
LiściePochwy liściowe charakterystycznie fioletowo-niebiesko zabarwione. U nasady blaszki liściowej znajdują się ostrogi obejmujące źdźbło. Języczek liściowy słabo widoczny do 0,5 mm długości. Blaszki liściowe skupione w kępach niekwitnących są włosowato cienkie, do 0,5 mm grubości i 30 cm długości.
KwiatySkupione w wiechy o długości 8–22 cm, luźne, zwisające. Na dolnym piętrze zwykle 1, rzadko 2-3 pogięte gałązki. Kłoski wąskolancetowate, zielone, osiągają 7–11 mm długości i składają się z 3–7 kwiatów.

## Biologia i ekologia
Bylina zakwitająca w miesiącach czerwiec-lipiec. Znane są formy żyworodne. Rośnie w naskalnych murawach i widnych lasach, w miejscach suchych, ubogich, słabo kwaśnych. 2n = 14, 28.

## Zagrożenia i ochrona
Gatunek podlega w Polsce prawnej ochronie gatunkowej. Został umieszczony w Polskiej czerwonej księdze roślin (2001) w kategorii VU (narażony). W wydaniu z 2014 roku otrzymał kategorię EN (zagrożony). Na polskiej czerwonej liście także posiada kategorię EN.